# Helmut Rix
Helmut Rix (4 de julho de 1926, em Amberg - 3 de dezembro de 2004, em Colmar) foi um linguista alemão e professor do Seminário Sprachwissenschaftliches de Albert-Ludwigs-Universität, Freiburg, Alemanha.
Ele é mais conhecido por suas pesquisas em línguas indo-europeias e etruscas, bem como por ser o autor da hipótese das línguas tirrenas.

### Proto-Indo-Europeu
- "Anlautender Laryngal vor Liquida oder Nasalis sonans im Griechischen", Münchener Studien zur Sprachwissenschaft 27 (1970): 79–110. [formulation of the Rix law]
- Historische Grammatik des Griechischen: Laut- und Formenlehre. Darmstadt: Wissenschaftliche Buchgesellschaft, 1976 (2nd ed., 1992).
- The Proto-Indo-European Middle: content, forms and origin. Munich: R. Kitzinger, 1988.
- Lexikon der indogermanischen Verben: Die Wurzeln und ihre Primärstammbildungen. With contributions by Martin Kümmel, Thomas Zehnder, Reiner Lipp and Brigitte Schirmer. Wiesbaden: Dr. Ludwig Reichert, 1998, 754 p.; 2nd expanded and improved ed., edited by Martin Kümmel and Helmut Rix, 2001, 823 p.
- Kleine Schriften: Festgabe für Helmut Rix zum 75. Geburtstag, ed. Gerhard Meiser. Bremen: Hempen Verlag, 2001.

### Cultura e língua italiana antiga (exceto etrusca)
- "Zum Ursprung des römisch-mittelitalischen Gentilnamensystems", in Aufstieg und Niedergang der römischen Welt: Geschichte und Kultur Roms im Spiegel der neueren Forschung (ANRW), vol. 1: Von den Anfängen Roms bis zum Ausgang der Republik. Berlin–NY: Walter de Gruyter, 1972, 700–758.
- "Die lateinische Synkope als historisches und phonologisches Problem", Kratylos 11 (1966): 156–165. Republished in: Klaus Strunk, ed., Probleme der lateinischen Grammatik. Darmstadt: Wissenschaftliche Buchgesellschaft, 1973, 90–102.
- Die Termini der Unfreiheit in den Sprachen Altitaliens. Stuttgart 1994.
- Sabellische Texte: Die Texte des Oskischen, Umbrischen und Südpikenischen. Heidelberg: Carl Winter University Press, 2002 [collection of all Sabellic (Osco-Umbrian) inscriptions].

### Etrusco
- Das etruskische Cognomen: Untersuchungen zu System, Morphologie und Verwendung der Personennamen auf den jüngeren Inschriften Nordetruriens. Wiesbaden: Otto Harrassowitz, 1963, xvi + 410 p.
- "La scrittura e la lingua", in Gli Etruschi: una nuova immagine, ed. M. Cristofani. Florence: Giunti Martello, 1984, 210–238.  [short Etruscan grammar]
- "Etruskisch culs ‘Tor’ und der Abschnitt VIII 1–2 des Zagreber liber linteus", Vjesnik Arheološkog Muzeja u Zagrebu, 3rd series, 19 (1986): 17–40.
- "Etrusco un, une, unuc ‘te, tibi, vos’ e le preghiere dei rituali paralleli nel liber linteus", Archeologia Classica 43 (1991): 665–691.
- Etruskische Texte, 2 vols., co-edited by Gerhard Meiser. Tübingen: G. Narr, 1991, vol. 1: 320 p., 2: 370 p.
- "Les prières du liber linteus de Zagreb", in Les Étrusques, les plus religieux des hommes, eds. Françoise Gaultier & Dominique Briquel. Paris: La Documentation française, 1997, 391–397.
- Rätisch und Etruskisch. Innsbruck: Institut für Sprachwissenschaft der Universität Innsbruck, 1998, 67 p. Innsbrucker Beiträge zur Sprachwissenschaft, Vorträge und Kleinere Schriften, No. 68.

### Volumes editados
- Flexion und Wortbildung: Akten der V. Fachtagung der Indogermanischen Gesellschaft, Regensburg, 9. bis 14. September 1973. Wiesbaden: Dr. Ludwig Reichert Verlag, 1990.
- Sprachwissenschaft und Philologie. Jacob Wackernagel und die Indogermanistik heute: Kolloquium der Indogermanischen Gesellschaft vom 13. bis 15. Oktober 1988 in Basel, co-edited by Heiner Eichner. Wiesbaden: Dr. Ludwig Reichert Verlag, 1990.
- Oskisch – Umbrisch: Texte und Grammatik. Arbeitstagung der Indogermanischen Gesellschaft und der Società Italiana di Glottologia vom 25. bis 28. September 1991 in Freiburg. Wiesbaden: Dr. Ludwig Reichert Verlag, 1994.